# Lindsay Daen
Lindsay Daen fue un escultor neozelandés que vivió y trabajó en Puerto Rico, nacido el 7 de abril de 1923 en Dunedin y fallecido el 24 de abril de 2001 en Sarasota. Daen creó esculturas monumentales en Puerto Rico, Australia y Estados Unidos. Fue miembro de la Royal Art Society en Sídney; sus obras fueron expuestas alrededor del mundo.

## Datos biográficos
Lindsay Daen nació en Dunedin, Nueva Zelanda en 1923, y creció en Australia, país de origen de sus padres, donde se convirtió en periodista en Sídney a los 16 años.
Durante la Segunda Guerra Mundial sirvió en el Ejército Australiano . De 1945 a 1948, Daen fue entrenado en la Escuela de Arte de Sídney y en la Escuela de Artes de Adelaida , Australia del Sur , donde se concentró en la escultura. Sus primeras esculturas fueron influenciadas por los dibujos aborígenes y las tallas melanesias exhibidas en el Museo de Arte de Sídney. A la edad de 25 años, ingresó en la Royal Art Society de Sídney. A finales de 1949, Daen, acompañado por su primera esposa, navegó hacia los Estados Unidos, llegando a ser residentes permanentes en 1951.
En 1953, Daen se trasladó a Nueva Orleans, Luisiana , y se instaló en el barrio francés.  Allí su carrera prosperó con muestras en el Museo de Arte de Nueva Orleans , el Museo de Bellas Artes de Houston y el Museo Whitney de Arte Americano en Nueva York .
Tras la exposición de su obra en el Whitney, aceptó una invitación del Gobierno de Puerto Rico en 1955 para traer la primera gran exposición de escultura a la isla. Durante los siguientes 40 años, residió en el Viejo San Juan. Modeló sus esculturas en bronce por primera vez en Madrid, en la fundición de arte Codina . Entre los trabajos importantes se incluyen La Rogativa (San Juan), The  Journeyer (Filadelfia), la reina Adelaida (Adelaide) y Jemmy Morril and the Brolgas (Brisbane). Sus últimas obras e instalaciones están ubicadas en espacios públicos prominentes y son Juan Bobo y la canasta , Joven con Pájaros (ambas ubicadas en San Juan) y The Lovers instalada en la plaza principal de la ciudad de Isabela, Puerto Rico . Durante los últimos 17 años de su vida, Daen colaboró y trabajó con su tercera esposa, Laura Ross Daen.

## Obras
Entre las mejores y más conocidas obras de Lindsay Daen se incluyen las siguientes:
- La Rogativa (1971) - escultura de bronce en el Viejo San Juan, Puerto Rico
- The Journeyer (1975) - escultura de bronce en el West Fairmont Park en Filadelfia , encargada por la Comisión del Bicentenario de EE.UU.
- Reina Adelaida (1980) - escultura de bronce en el Town Hall de Adelaide
- Jemmy Morrill and the Brolgas (1983)- escultura de bronce en el  Jardín Botánico de Brisbane
- Juan Bobo and the Basket/Juan Bobo y la Canasta (1998) - escultura de bronce y fuente en el Parque Antonia Quiñones del distrito El Condado de San Juan.